# Friedrich Bolte (Navigationslehrer)

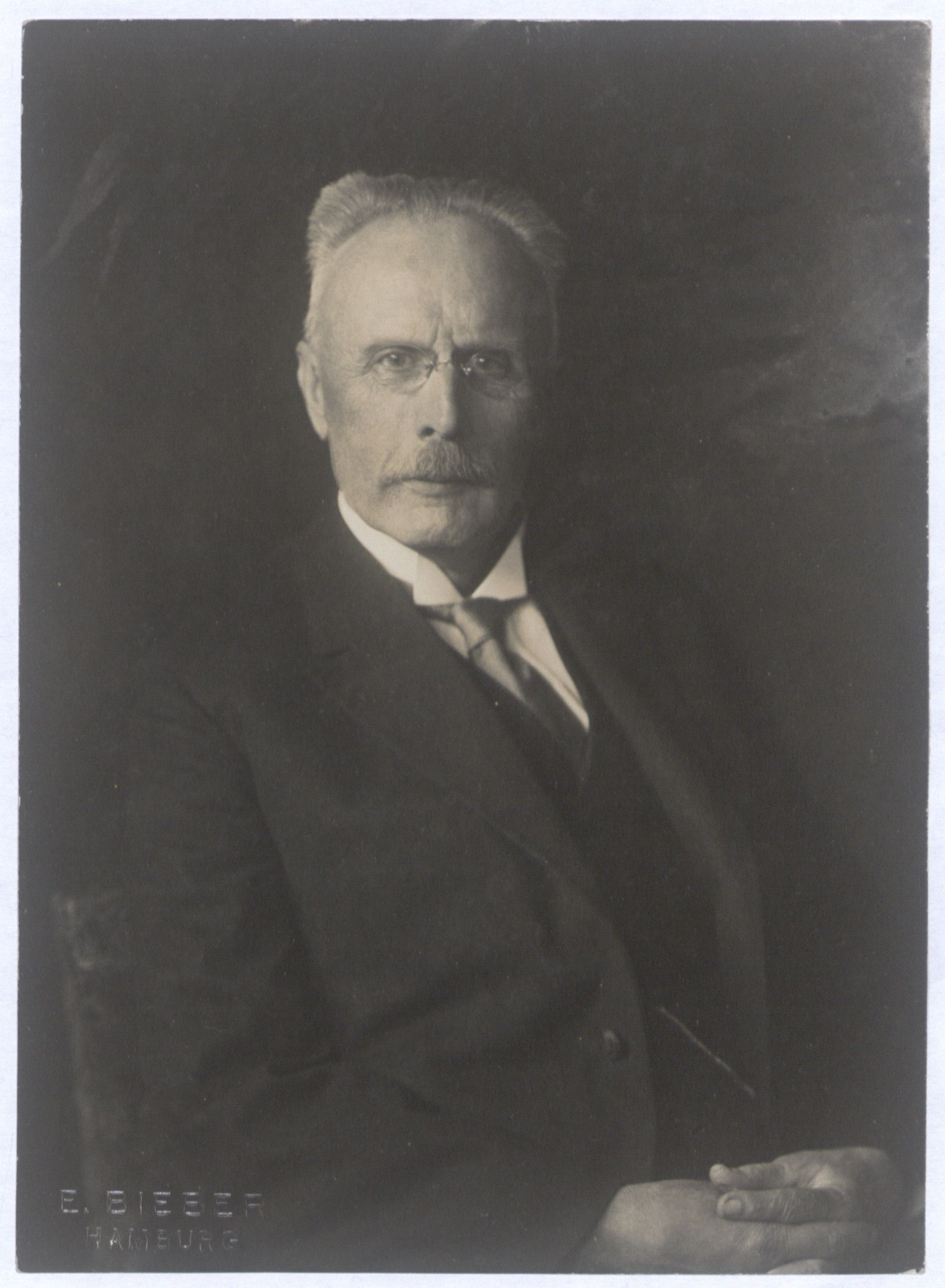
Friedrich Bolte (Emil Bieber)

Friedrich Bolte (* 2. April 1860 in Elsfleth; † 1. Januar 1940 in Hamburg) war ein deutscher Navigationslehrer.

## Leben
Boltes Vater war Kapitän auf Segelschiffen. Friedrich Bolte wuchs in Elsfleth auf und  besuchte das Mariengymnasium Jever. Nach dem Abitur begann er an der Philipps-Universität Marburg Mathematik, Physik und Astronomie zu studieren. Im Frühjahr 1879  renoncierte er beim  Corps Guestphalia Marburg. Am 10. Januar 1880 recipiert, trat er am 29. April 1880 aus. Am 3. Juni 1880 wurde er wieder aktiv. Seit dem 27. Oktober 1880 Inaktiver, wechselte er an die  Friedrich-Wilhelms-Universität zu Berlin, die Georg-August-Universität Göttingen und die Rheinische Friedrich-Wilhelms-Universität Bonn. Sie promovierte ihn 1883 zum Dr. phil.
Er war Mitte der 1880er Jahre kurz an der  Deutschen Seewarte.  Im Februar 1886 kam er als erster Lehrer mit akademischer Bildung an die Navigationsschule in Hamburg. Am 1. Februar 1901 wurde er ihr Direktor als Nachfolger von Carl Theodor Bernhard Niebour. Nach insgesamt 39 Jahren trat er am 1. Juni 1925 in den Ruhestand. Bolte verstarb am Neujahrstag des Jahres 1940 und wurde auf dem Friedhof Ohlsdorf beigesetzt. Die Familiengrabstätte liegt südlich des Haupteingangs an der Bergstraße. 

## Werke

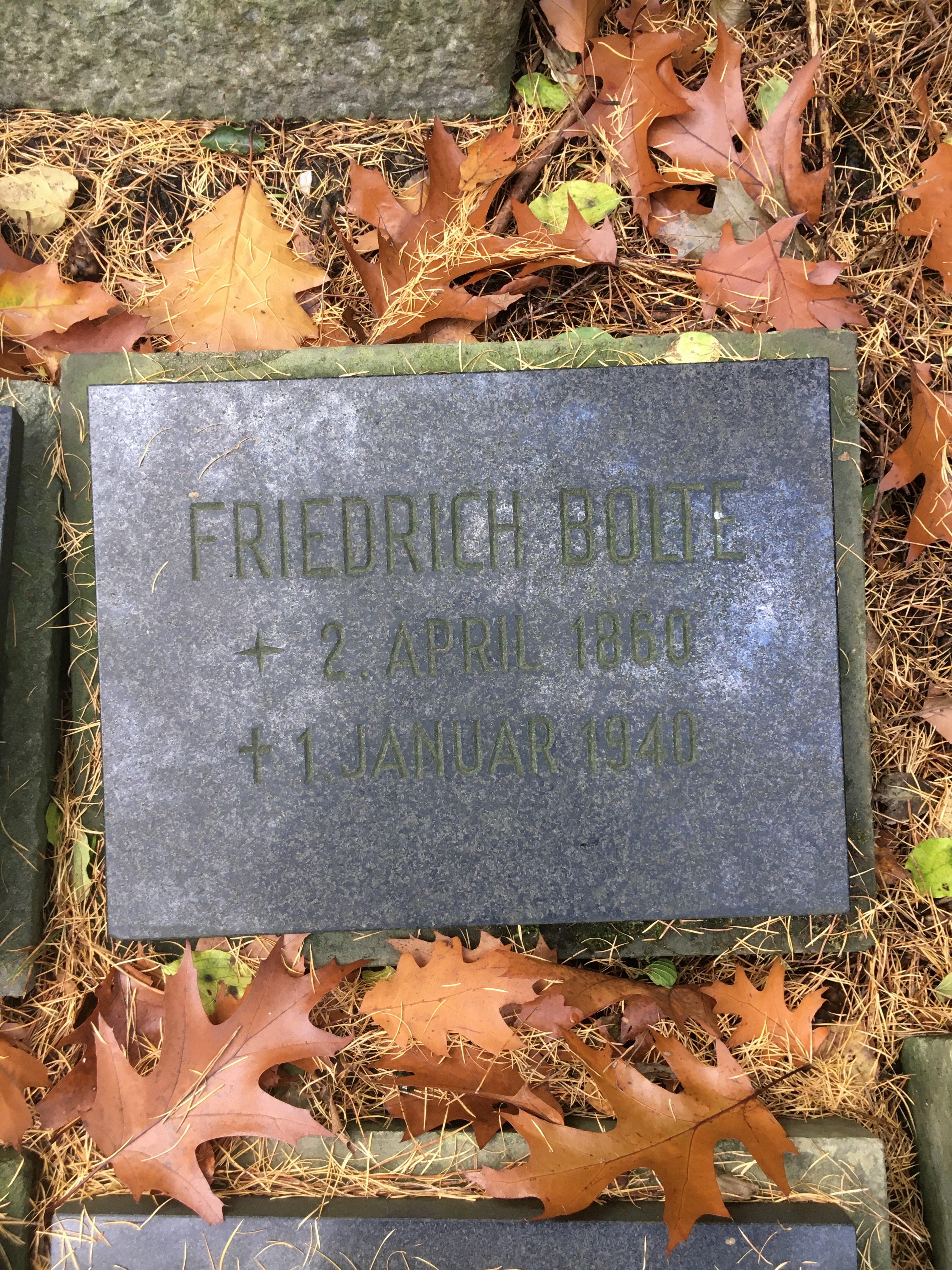
Kissenstein in der Familiengrabstätte auf dem Friedhof Ohlsdorf

- Die Praxis der Sumner’schen Standlinien an Bord. In: Archiv der Deutschen Seewarte, XVII. Jg., Hamburg 1894.
- Die Methoden der Chronometer-Kontrolle an Bord zum Zweck der Längenbestimmung: nebst Tafeln zur Erleichterung der Reduktion.  In: Archiv der Deutschen Seewarte, XVII. Jg., Hamburg 1894.
- Leitfaden für den Unterricht in der Arithmetik zum Gebrauche an Navigationsschulen. W. Peuser 1897.
- Elementare Schiffahrtkunde. Konrad W. Mecklenburg, Berlin 1907; Neudruck maritime press, Bremen 2012, ISBN 9783954272402. GoogleBooks
- Neues Handbuch der Schiffahrtskunde, 3. Auflage. Eckardt & Messtorff, Hamburg 1914.
- Tafeln zur Reduktion von Beobachtungen über dem künstlichen Horizont, 3. Auflage. Hamburg 1916.
- Nautische Tafelsammlung. Nebst drei magnetischen, vom Reichsmarineamt herausgegebenen  Karten, 3. Auflage. Konrad W. Mecklenburg, Berlin 1916.
- Leitfaden für den Unterricht in der ebenen Trigonometrie zum Gebrauche an Seefahrtschulen. W. Peuser 1917.
- Leitfaden für den Unterricht in der Physik. Zum Gebrauch an Seefahrtschulen, 4. Auflage. F. Vieweg & Sohn, Braunschweig 1917.
- Der Beruf des nautischen Schiffsoffiziers in der Handelsmarine. Auf Grund der neuen Prüfungsvorschriften. Eckardt & Messtorff, Hamburg 1926.
- mit Heinrich Meldau: Elektrizität und Funkentelegraphie. F. Vieweg & Sohn, Braunschweig 1925.
- mit Heinrich Meldau: Physik für Seefahrer unter besonderer Berücksichtigung der Funkentelegraphie. F. Vieweg & Sohn, Braunschweig 1925.
- Die Nautik in elementarer Behandlung: Einführung in die Schiffahrtkunde, Neudruck maritime press, Bremen 2013, ISBN 9783954273270. GoogleBooks

## Ehrungen
- Professur
- Verdienstkreuz für Kriegshilfe (Preußen) (1918)